# Wolfgang Utech

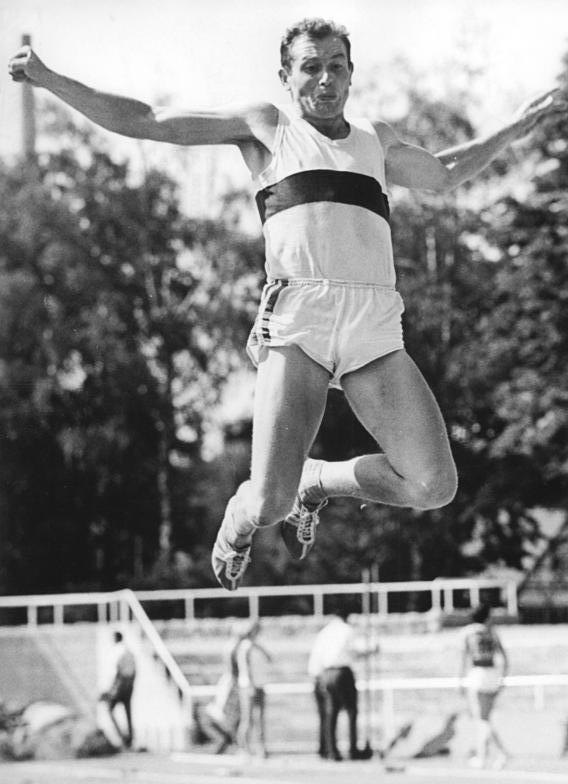
Wolfgang Utech wird 1964 DDR-Meister im Zehnkampf

Wolfgang Utech (* 18. März 1937 in Kiel; † 1. Januar 2021 in Halle) war ein Leichtathlet aus der Deutschen Demokratischen Republik, der fünfmal den DDR-Meistertitel im Zehnkampf gewann.
Utech belegte im Jahr 1958 bei den DDR-Meisterschaften den dritten Platz im 110-Meter-Hürdenlauf. Von 1959 bis 1961 siegte Utech dreimal in Folge bei den DDR-Meisterschaften im Zehnkampf, 1963 und 1964 war er erneut erfolgreich, 1965 belegte er den zweiten Platz hinter Horst Mempel. Mit fünf Meistertiteln war Utech der erfolgreichste Meisterschaftsteilnehmer unter den Zehnkämpfern aus der DDR. 1963 verbesserte er den DDR-Rekord von Walter Meier auf 7408 Punkte (7273 Punkte nach heutiger Wertung), 1964 steigerte er sich auf 7484 Punkte (heute 7365), kurz darauf überbot ihn dann Werner Glatz. Vom gesamtdeutschen Rekord Willi Holdorfs war Utech 1963 allerdings 600 Punkte entfernt, Manfred Bock lag 1964 über 800 Punkte vor Utech. Angesichts der leistungsstärkeren Zehnkämpfer aus der Bundesrepublik Deutschland konnte sich Utech nie für die gesamtdeutsche Mannschaft bei internationalen Großereignissen qualifizieren.
Utech nahm zwischen 1957 und 1967 an zehn Wettkämpfen im Nationaltrikot teil, ansonsten startete er für den SC Chemie Halle.